# Аподемы
Аподемы (англ. apodeme) — обращённые внутрь тела широкие и прочные складки покровов, которые обеспечивают прикрепление мышц. Эта структура состоит из хитина и является приблизительно в шесть раз прочнее и в два раза эластичнее позвоночных сухожилий.